# 카리시미
카리시미(Giacomo Carissimi, 1605년 4월 18일 ~ 1674년 1월 12일)는 이탈리아인 작곡가이자 음악 교사이다. 초기 바로크의 가장 유명한 장인 중 한 명이다. 라틴 오라토리오의 특징을 구축했으며 미사곡, 모테트, 칸타타를 많이 작곡했다. 프랑스의 마르크앙투안 샤르팡티에를 포함한 제자를 통해 북유럽 국가들의 음악 발전에 많은 영향을 주었다.